# کیمبرلی کنراد
کیمبرلی کنراد (انگلیسی: Kimberley Conrad؛ زادهٔ ۶ اوت ۱۹۶۲) یک هنرپیشه اهل ایالات متحده آمریکا است. 